# Cruckshanksia verticillata
Cruckshanksia verticillata là một loài thực vật có hoa trong họ Thiến thảo. Loài này được Phil. mô tả khoa học đầu tiên năm 1894.